# 什梅赫利 (波爾塔瓦區)
49°32′21″N 34°33′16″E / 49.53917°N 34.55444°E
什梅赫利（烏克蘭語：Шмиглі），是烏克蘭的村落，位於該國中部波爾塔瓦州，由波爾塔瓦區負責管轄，海拔高度147米，2001年人口117。當地有一条已干涸的小溪。